# Delativ
Der Delativ ist ein Lokalkasus, der die Bewegung von der Oberfläche eines Bezugsobjekts weg bezeichnet.
Der Terminus Delativ für diesen Lokalkasus wird vor allem in der Grammatik des Ungarischen verwendet, wo der Delativ durch das Suffix -ról/ről markiert wird: hajó-ról 'vom Schiff' (hajó 'Schiff'), bokor-ról 'vom Strauch' (bokor 'Strauch'), vég-ről 'vom Ende' (vég 'Ende'). Der Delativ ist semantisch verwandt mit dem Sublativ („Hinbewegung auf die Oberfläche eines Bezugsobjekts“) und dem Superessiv („Position auf der Oberfläche eines Bezugsobjekts“).
Etymologie: lateinisch delatus „hinabgetragen“ (also „Kasus des Hinabtragens“).